# 6 часов Донингтона
6 часов Донингтона — автоспортивное соревнование, проводящееся на одноимённом автодроме в Великобритании.

## Общая информация
Марафонская гонка в Донингтон Парке впервые была проведена в 1989 году, как часть календаря Чемпионата мира среди спортпрототипов. Гонка на приз автодрома вошла в календарь серии в рамках программы ротации британских трасс, первоначально заменив Сильверстоун. До конца истории чемпионата мира Донингтон Парк присутствует в календаре трижды, лишь раз — в 1991-м году — не набрав денег на стартовый взнос. Сравнительно постоянен был и формат гонки — дважды лучший экипаж преодолевал для победы 480 кс и единожды — в последний год серии — 500 (хотя в первоначальном календаре донингтонская гонка числилась как тысячекилометровая).
Возрождение подобных гонок на британском автодроме приходится на 1997-й год, когда трасса была включена в календарь свежесозданного FIA Sportscar Championship. Первая гонка длилась 2 часа, а все оставшиеся, в рамках данного первенства — по 150 минут. В 2002-м году из-за локальных финансовых проблем донингтонская гонка выбыла из календаря серии, но уже в 2003 году вновь вернулась на прежнее место. В 1994-м году британский автодром вновь остался без автомарафона: FIA Sportscar Championship был закрыт, а его преемница — LMES — первое время предпочитала проводить свой британский этап в Сильверстоуне.
Тем не менее нынешние ле-мановские серии оставили свой сленд а истории автомарофонов на Донингтон Парке: в 2001 году британский автодром принял один из этапов пробного сезона IMSA ELMS. Следующего появления автодрома в календаре подобных серий пришлось ждать пять лет: в 2006 году, в последний момент не найдя общего языка с руководством автодрома в Сильверстоуне, Западный автомобильный клуб перенёс британский этап своей европейской серии ле-мановских прототипов в Донингтон Парк. Через год, однако, все конфликты были улажены и подобные гонки вновь покинули Лестершир.
Свой следующий шанс Донингтон Парк получил лишь в 2012 году, когда из-за возрождения Чемпионата мира календарь ELMS покинули многие этапы, а те что там остались не смогли привлечь к себе достаточное число команд. Донингтонская гонка стала одним из соревнований всего лишь трёхэтапного первенства. Участвовать в соревновании согласились лишь 13 экипажей.

## Победители прошлых лет

### Этап чемпионата мира среди спортпрототипов
| Сезон          | Экипаж                       | Команда              | Машина                |
| 480 километров | 480 километров               | 480 километров       | 480 километров        |
| -------------- | ---------------------------- | -------------------- | --------------------- |
| 1989           | Жан-Луи Шлессер Йохен Масс   | Team Sauber Mercedes | Sauber Mercedes C9    |
| 1990           | Жан-Луи Шлессер Мауро Бальди | Team Sauber Mercedes | Mercedes-Benz C11     |
| 500 километров |                              |                      |                       |
| 1992           | Мауро Бальди Филипп Альо     | Peugeot Talbot Sport | Peugeot 905 Evo 1 Bis |

### Этап FIA Sportscar Championship
| Сезон           | Экипаж                             | Команда                | Машина                  |
| 2 часа          | 2 часа                             | 2 часа                 | 2 часа                  |
| --------------- | ---------------------------------- | ---------------------- | ----------------------- |
| 1997            | Стефан Юханссон Пьерлуиджи Мартини | Joest Racing           | TWR-Joest Porsche WSC95 |
| 2 часа 30 минут |                                    |                        |                         |
| 1998            | Винченцо Соспири Эммануэль Коллар  | JB-Giesse Team Ferrari | Ferrari 333 SP          |
| 1999            | Жан-Марк Гунон Эрик Бернар         | DAMS Team              | Lola B98/10-Judd        |
| 2000            | Кристиан Пескатори Давид Терьен    | JB-Giesse Team Ferrari | Ferrari 333 SP          |
| 2001            | Бен Коллинз Вернер Лупбергер       | Team Ascari            | Ascari A410-Judd        |
| 2003            | Ян Ламмерс Джон Бос                | Racing for Holland     | Dome S101-Judd          |

### Этап ALMS / ELMS
| Сезон           | Экипаж                                         | Команда               | Машина             |
| 2 часа 45 минут | 2 часа 45 минут                                | 2 часа 45 минут       | 2 часа 45 минут    |
| --------------- | ---------------------------------------------- | --------------------- | ------------------ |
| 2001            | Том Кристенсен Ринальдо Капелло                | Audi Sport Team Joest | Audi R8            |
| 1000 километров |                                                |                       |                    |
| 2006            | Эммануэль Коллар Жан-Кристоф Буйон Дидье Андре | Pescarolo Sport       | Pescarolo C60-Judd |
| 6 часов         |                                                |                       |                    |
| 2012            | Оливье Пла Димитри Энжальбер Бертран Багетт    | OAK Racing            | Morgan LMP2-Nissan |